# Iporã (kommun)
Iporã är en kommun i Brasilien.   Den ligger i delstaten Paraná, i den södra delen av landet, 1 100 km sydväst om huvudstaden Brasília. Antalet invånare är 14 964.
Följande samhällen finns i Iporã:
- Iporã

Trakten runt Iporã består i huvudsak av gräsmarker. Runt Iporã är det ganska glesbefolkat, med 24 invånare per kvadratkilometer.